# Liste der Naturdenkmale in Heidelberg
| Naturdenkmale | Anzahl |
| ------------- | ------ |
| FND           | 9      |
| END           | 33     |
| Gesamt        | 42     |

Die Liste der Naturdenkmale in Heidelberg nennt die verordneten Naturdenkmale (ND) der baden-württembergischen Stadt Heidelberg. In Heidelberg gibt es insgesamt 42 als Naturdenkmal geschützte Objekte, davon 9 flächenhafte Naturdenkmale (FND) und 33 Einzelgebilde-Naturdenkmale (END).
Stand: 31. Oktober 2016.

## Flächenhafte Naturdenkmale (FND)
| Name                       | Bild | Kennung     | Einzelheiten | Position | Fläche Hektar | Datum         |
| -------------------------- | ---- | ----------- | ------------ | -------- | ------------- | ------------- |
| Felsenmeer Jägerfelsen     |      | 82210002101 | Heidelberg   | ⊙        | 1,0           | 20. Juli 1938 |
| Kroddeweiher               | BW   | 82210002206 | Heidelberg   | ⊙        | 0,7           | 7. Jan. 1993  |
| Mausbachwiese              |      | 82210002201 | Heidelberg   | ⊙        | 2,9           | 20. Juli 1938 |
| Steinberg                  | BW   | 82210002207 | Heidelberg   | ⊙        | 4,9           | 20. Okt. 1993 |
| Teufelskanzel und Umgebung |      | 82210002104 | Heidelberg   | ⊙        | 0,0           | 9. März 1951  |
| Waldteil Speyererhof       |      | 82210002204 | Heidelberg   | ⊙        | 5,3           | 9. März 1951  |
| Weiher am Schweinsbächel   |      | 82210002205 | Heidelberg   | ⊙        | 0,8           | 1. Juli 1980  |
| Wilckensfels               |      | 82210002103 | Heidelberg   | ⊙        | 0,1           | 9. März 1951  |
| Wingertsberg Trockenmauer  |      | 82210002208 | Heidelberg   | ⊙        | 0,5           | 9. Dez. 1993  |
| Legende für Naturdenkmal   |      |             |              |          |               |               |

## Einzelgebilde (END)
| Name                                                                                  | Bild | Kennung     | Einzelheiten | Position | Fläche Hektar | Datum         |
| ------------------------------------------------------------------------------------- | ---- | ----------- | ------------ | -------- | ------------- | ------------- |
| Baumbestand Karl-Ludwig-Straße                                                        |      | 82210001203 | Heidelberg   | ⊙        | 0,2           | 2. Mai 1980   |
| Dolinen Emmertsgrund                                                                  | BW   | 82210001102 | Heidelberg   | ⊙        | 0,0           | 27. Juni 1939 |
| Dreistämmige Buchengruppe Kligelhüttenweg                                             | BW   | 82210001226 | Heidelberg   | ⊙        | 0,0           | 25. Juli 1986 |
| Eiche Ringstraße                                                                      | BW   | 82210001217 | Heidelberg   | ⊙        | 0,0           | 14. Okt. 1958 |
| Garten Einzelbäume Neue Schloßstr. 42                                                 | BW   | 82210001215 | Heidelberg   | ⊙        | 0,3           | 30. Nov. 1956 |
| Garten Schloß-Wolfsbrunnenweg                                                         | BW   | 82210001221 | Heidelberg   | ⊙        | 0,0           | 2. Mai 1980   |
| Gartengelände Bergstraße 29a (12 Bäume)                                               | BW   | 82210003002 | Heidelberg   | ⊙        | 0,0           | 2. Juli 1986  |
| Ginkgo biloba Hauptstraße                                                             | BW   | 82210001222 | Heidelberg   | ⊙        | 0,0           | 15. Apr. 1981 |
| Krimlinde Bergstraße                                                                  | BW   | 82210001227 | Heidelberg   | ⊙        | 0,0           | 4. Aug. 1986  |
| Linde Molkenkur                                                                       |      | 82210001216 | Heidelberg   | ⊙        | 0,0           | 2. Okt. 1958  |
| Linde Münchelstraße                                                                   | BW   | 82210001211 | Heidelberg   | ⊙        | 0,0           | 5. Apr. 1951  |
| Lindenbaumreihe Bürgerstraße                                                          |      | 82210003001 | Heidelberg   | ⊙        | 0,0           | 15. Mai 1981  |
| Meutersloch                                                                           |      | 82210001101 | Heidelberg   | ⊙        | 0,0           | 20. Juli 1938 |
| Park- und Erholungsanlage Rombachweg                                                  | BW   | 82210003003 | Heidelberg   | ⊙        | 1,8           | 26. Nov. 1986 |
| Pyramidenpappel Wilhelmstraße                                                         | BW   | 82210001224 | Heidelberg   | ⊙        | 0,0           | 1. Dez. 1983  |
| Riesenstein Stadtwald                                                                 |      | 82210001103 | Heidelberg   | ⊙        | 0,0           | 27. Juni 1939 |
| Robinie Keplerstraße                                                                  | BW   | 82210001214 | Heidelberg   | ⊙        | 0,0           | 6. März 1956  |
| Rosskastanien Zwingerstraße                                                           | BW   | 82210001225 | Heidelberg   | ⊙        | 0,0           | 3. Feb. 1986  |
| Rotbuche Schlossberg                                                                  | BW   | 82210001201 | Heidelberg   | ⊙        | 0,0           | 17. Nov. 1939 |
| Rotbuche Unterer Nistlerweg                                                           | BW   | 82210001207 | Heidelberg   | ⊙        | 0,0           | 9. März 1951  |
| Schloßpark Wieblingen (49 Bäume)                                                      | BW   | 82210001205 | Heidelberg   | ⊙        | 2,7           | 28. Juli 1942 |
| Stechpalmen (Gaisbergturmweg, Speyrerhofweg, Posseltslust, Sprunghöhe, Dreieichenweg) | BW   | 82210001202 | Heidelberg   | ⊙        | 0,0           | 12. März 1940 |
| Stieleiche am Aukopf                                                                  |      | 82210001220 | Heidelberg   | ⊙        | 0,0           | 2. Mai 1980   |
| Stieleiche Münchelstraße (1)                                                          |      | 82210001208 | Heidelberg   | ⊙        | 0,0           | 5. Apr. 1951  |
| Stieleiche Münchelstraße (2)                                                          |      | 82210001209 | Heidelberg   | ⊙        | 0,0           | 5. Apr. 1951  |
| Stieleiche Orthopädie                                                                 |      | 82210001218 | Heidelberg   | ⊙        | 0,0           | 9. Apr. 1964  |
| Sumpfzypresse Neuenheimer Landstraße                                                  | BW   | 82210001206 | Heidelberg   | ⊙        | 0,0           | 28. Juli 1942 |
| Weymouthskiefer Schmitthenner Str.                                                    | BW   | 82210001219 | Heidelberg   | ⊙        | 0,0           | 14. Jan. 1977 |
| 2 Ginkgo biloba Amalienstraße                                                         | BW   | 82210001204 | Heidelberg   | ⊙        | 0,0           | 28. Juli 1942 |
| 2 Kastanien, 1 Platane, 1 Magnolie Plöck 45-49                                        | BW   | 82210001223 | Heidelberg   | ⊙        | 0,0           | 30. Dez. 1982 |
| 2 Lärchen Ochsenlagerweg                                                              | BW   | 82210001210 | Heidelberg   | ⊙        | 0,0           | 5. Apr. 1951  |
| 2 Rotbuchen Ochsenlagerweg                                                            | BW   | 82210001213 | Heidelberg   | ⊙        | 0,0           | 20. Juli 1938 |
| 2 Zypressen (Nutka- und Scheinzypresse) Bergstraße                                    | BW   | 82210001228 | Heidelberg   | ⊙        | 0,0           | 30. Aug. 1988 |
| Legende für Naturdenkmal                                                              |      |             |              |          |               |               |